# استفانو فراریو
استفانو فراریو (انگلیسی: Stefano Ferrario؛ زادهٔ ۲۸ مارس ۱۹۸۵) بازیکن فوتبال اهل ایتالیا است.
از باشگاه‌هایی که در آن بازی کرده‌است می‌توان به باشگاه فوتبال لچه، باشگاه فوتبال پارما، باشگاه فوتبال ویرتوس لانچانو، باشگاه فوتبال کاتانیا، باشگاه فوتبال کومو، و باشگاه فوتبال ترنانا اشاره کرد.